# チエンマイ駅
チエンマイ駅（チエンマイえき、タイ語:สถานีรถไฟเชียงใหม่）は、タイ王国北部チエンマイ県ムアンチエンマイ郡にある、タイ国有鉄道北本線の駅である。
駅はタイ王国北部チエンマイ県の県庁所在地で、人口約24万人が暮らすムアンチエンマイ郡にある、タイ最北端の駅である。ピン川の東岸に位置しており、チエンマイ市街地の中心部からはやや離れている。バンコクから751.42km地点に位置する。一等駅であり、通常は1日12本（6往復）の定期旅客列車が発着し（2019年9月現在）、正月やソンクランの日には臨時列車がある。2004年には約80万人が利用した。
貨物輸送の取扱も行っており、1日に一般貨物列車（コンテナ輸送等）・石油類等輸送列車各1往復が発着する。

## 歴史
1897年3月26日にタイ官営鉄道最初の区間が、クルンテープ駅 - アユタヤ駅間に開業した。1900年12月21日に当初計画のナコンラチャシーマ駅まで完成した。この頃北本線としてチエンマイまで整備する事なり、少しずつ延伸開業の後、最後の工事区間が1922年1月1日に完成しこれに伴い当駅も開業した。
- 1922年1月1日 【開業】クンターン駅 - チエンマイ駅 (68.28km)
- 1933年4月11日： チエンマイ-クルンテープ（バンコク）間の営業開始

## 運行列車
2019年9月現在、チエンマイ駅を発着する定期旅客列車は以下の通り。

### 上り
- チエンマイ駅 - クルンテープ駅（751.42km）: ディーゼル昼行特急1往復（全行程10時間35分）
- チエンマイ駅 - クルンテープ駅（751.42km）: 寝台特急2往復（全行程12時間50分）～（全行程13時間15分）
- チエンマイ駅 - クルンテープ駅（751.42km）: 夜行急行1往復（全行程13時間55分）
- チエンマイ駅 - クルンテープ駅（751.42km）: 昼行快速1往復（全行程14時間40分）
- チエンマイ駅 - ナコンサワン駅（505.64km）: 昼行普通1往復（全行程10時間25分）

### 下り
- クルンテープ駅 - チエンマイ駅（751.42km）: ディーゼル昼行特急1往復（全行程11時間00分）
- クルンテープ駅 - チエンマイ駅（751.42km）: 寝台特急2往復（全行程13時間05分）
- クルンテープ駅 - チエンマイ駅（751.42km）: 夜行急行1往復（全行程14時間10分）
- クルンテープ駅 - チエンマイ駅（751.42km）: 夜行快速1往復（全行程14時間20分）
- ナコンサワン駅 - チエンマイ駅（505.64km）: 昼行普通1往復（全行程9時間50分）

## 駅周辺
- タイ国政府観光庁チエンマイ事務所
- チエンマイ中央郵便局
- サンパーコイ市場（1km）

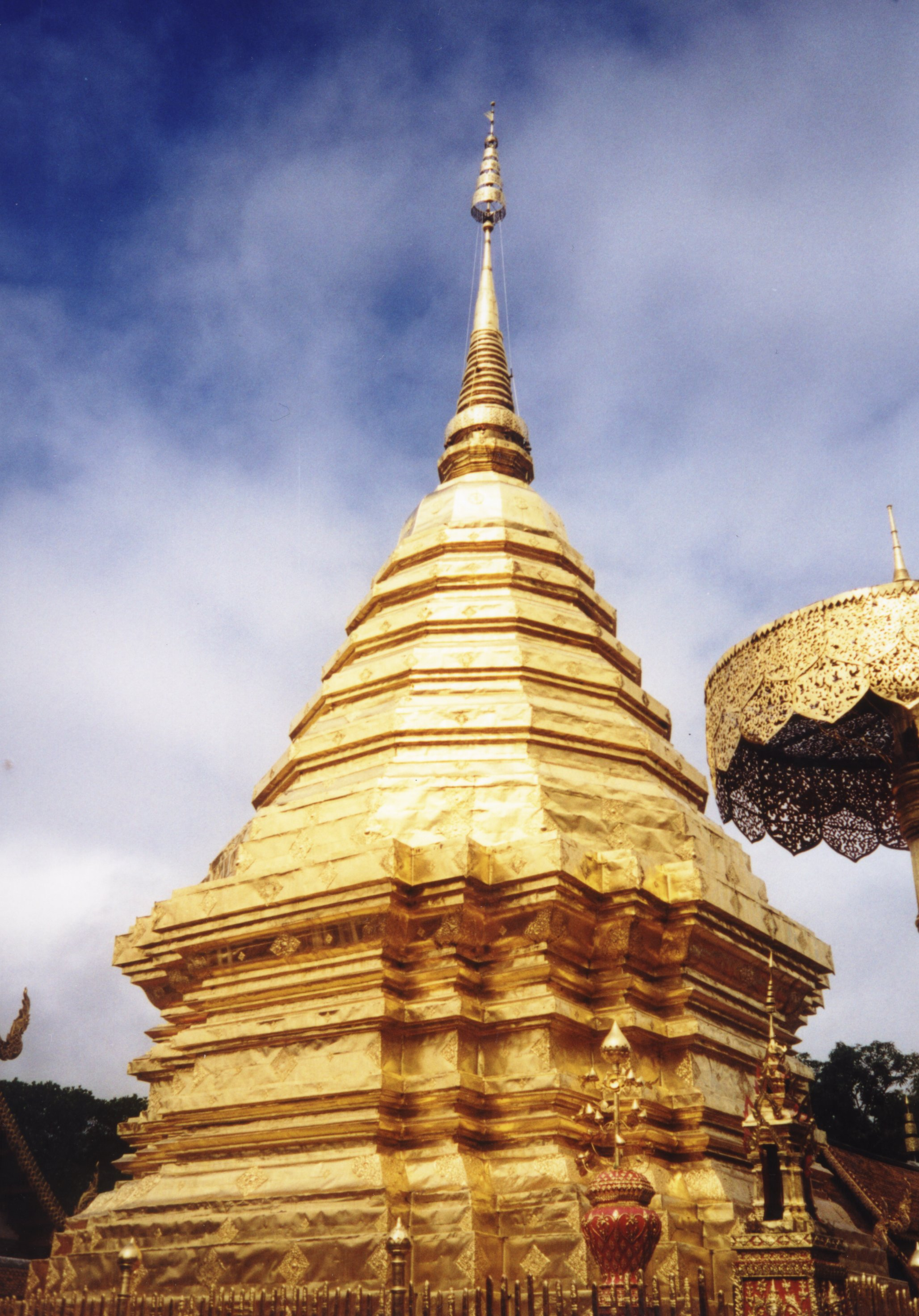
ワット・プラタートドーイステープ

- シャングリ・ラ ホテル チェンマイ（2.8km)
- チエンマイバスターミナル（3km）
- ビッグC スーパーセンター チェンマイ（3.4km）
- ワット・プラシン (4km)
- チェンマイラーム病院 (5km)
- チェンマイ動物園 (5.5km)
- チェンマイ国際空港 (8km)
- ワット・プラタートドーイステープ (18km)

### 蒸気機関車
- 当駅駅前に、退役した蒸気機関車340号機（1912年SLM-Winterthur製、製造番号2208 元ルーテ鉄道（スイス）118号機 1926年 - 1927年にタイに移籍[3]）が静態保存されている。